# Olympische Sommerspiele 2024/Teilnehmer (Kanada)
| Gelbes Symbol für Goldmedaillen mit stilisierten Olympischen Ringen | Graues Symbol für Silbermedaillen mit stilisierten Olympischen Ringen | Braundes Symbol für Bronzemedaillen mit stilisierten Olympischen Ringen |
| ------------------------------------------------------------------- | --------------------------------------------------------------------- | ----------------------------------------------------------------------- |
| 9                                                                   | 7                                                                     | 11                                                                      |

Kanada nahm an den Olympischen Spielen 2024 vom 26. Juli bis zum 11. August 2024 in Paris teil. Es war die insgesamt 28. Teilnahme an Olympischen Sommerspielen.

## Medaillen

### Medaillenspiegel
| Rang   | Sportart        | Gold | Silber | Bronze | Gesamt |
| ------ | --------------- | ---- | ------ | ------ | ------ |
| 1      | Schwimmen       | 3    | 2      | 3      | 8      |
| 2      | Leichtathletik  | 3    | 1      | 1      | 5      |
| 3      | Kanu-Rennsport  | 1    | 0      | 1      | 2      |
| 4      | Judo            | 1    | 0      | 0      | 1      |
| 4      | Breaking        | 1    | 0      | 0      | 1      |
| 6      | 7er Rugby       | 0    | 1      | 0      | 1      |
| 6      | Beachvolleyball | 0    | 1      | 0      | 1      |
| 6      | Gewichtheben    | 0    | 1      | 0      | 1      |
| 6      | Rudern          | 0    | 1      | 0      | 1      |
| 10     | Boxen           | 0    | 0      | 1      | 1      |
| 10     | Fechten         | 0    | 0      | 1      | 1      |
| 10     | Taekwondo       | 0    | 0      | 1      | 1      |
| 10     | Tennis          | 0    | 0      | 1      | 1      |
| 10     | Trampolinturnen | 0    | 0      | 1      | 1      |
| 10     | Wasserspringen  | 0    | 0      | 1      | 1      |
| Gesamt | Gesamt          | 9    | 7      | 11     | 27     |

### Medaillengewinner
| Name/n | Sportart        | Wettkampf                |
| --- | --------------- | ------------------------ |
| Gold |                 |                          |
| Christa Deguchi | Judo            | Klasse bis 57 kg         |
| Summer McIntosh | Schwimmen       | 200 m Schmetterling      |
| Summer McIntosh | Schwimmen       | 200 m Lagen              |
| Summer McIntosh | Schwimmen       | 400 m Lagen              |
| Philip Kim (Phil Wizard) | Breaking        | B-Boys                   |
| Katie Vincent | Kanu-Rennsport  | C1 200 m                 |
| Ethan Katzberg | Leichtathletik  | Hammerwurf               |
| Jerome Blake Aaron Brown Brendon Rodney Andre De Grasse | Leichtathletik  | 4 × 100 m                |
| Camryn Rogers | Leichtathletik  | Hammerwurf               |
| Silber |                 |                          |
| Maude Charron | Gewichtheben    | Klasse bis 59 kg         |
| Summer McIntosh | Schwimmen       | 400 m Freistil           |
| Joshua Liendo | Schwimmen       | 100 m Schmetterling      |
| Olivia Apps Fancy Bermudez Alysha Corrigan Caroline Crossley Chloe Daniels Asia Hogan-Rochester Piper Logan Carissa Norsten Krissy Scurfield Florence Symonds Keyara Wardley Charity Williams Taylor Perry Shalaya Valenzuela | 7er-Rugby       | Frauen                   |
| Melissa Humana-Paredes Brandie Wilkerson | Beachvolleyball | Beachvolleyball (Frauen) |
| Marco Arop | Leichtathletik  | 800 m                    |
| Abigail Dent Kasia Gruchalla-Wesierski Kristen Kit Maya Meschkuleit Sydney Payne Jessica Sevick Kristina Walker Avalon Wasteneys Caileigh Filmer                                                                              | Rudern          | Achter                   |
| Bronze |                 |                          |
| Eleanor Harvey | Fechten         | Florett Einzel           |
| Rylan Wiens Nathan Zsombor-Murray | Wasserspringen  | Synchronspringen 10 m    |
| Ilya Kharun | Schwimmen       | 100 m Schmetterling      |
| Ilya Kharun | Schwimmen       | 200 m Schmetterling      |
| Kylie Masse | Schwimmen       | 200 m Rücken             |
| Wyatt Sanford | Boxen           | Klasse bis 63,5 kg       |
| Sloan MacKenzie Katie Vincent | Kanu            | C2 500 m                 |
| Alysha Newman | Leichtathletik  | Stabhochsprung           |
| Skylar Park | Taekwondo       | Klasse bis 57 kg         |
| Gabriela Dabrowski Félix Auger-Aliassime | Tennis          | Mixed                    |
| Sophiane Méthot | Trampolinturnen | Einzel                   |

## Teilnehmer nach Sportarten

### Badminton
Über die Race-to-Paris-Rangliste konnten sich zwei Spieler in den beiden Einzelwettbewerben sowie ein Männerdoppel qualifizieren.
| Athleten             | Wettbewerb | Gruppenphase        | Gruppenphase              | Gruppenphase | Gruppenphase | Achtelfinale  | Achtelfinale  | Viertelfinale | Viertelfinale | Halbfinale    | Halbfinale    | Finale / Platz 3 | Finale / Platz 3 | Rang |
| Athleten             | Wettbewerb | Gegner              | Ergebnis                  | Punkte       | Rang         | Gegner        | Ergebnis      | Gegner        | Ergebnis      | Gegner        | Ergebnis      | Gegner           | Ergebnis         | Rang |
| -------------------- | ---------- | ------------------- | ------------------------- | ------------ | ------------ | ------------- | ------------- | ------------- | ------------- | ------------- | ------------- | ---------------- | ---------------- | ---- |
| Frauen               |            |                     |                           |              |              |               |               |               |               |               |               |                  |                  |      |
| Michelle Li          | Einzel     | Thet H. T.          | 2:0 (21:16, 25:23)        | 1            | 2            | ausgeschieden | ausgeschieden | ausgeschieden | ausgeschieden | ausgeschieden | ausgeschieden | ausgeschieden    | ausgeschieden    | 14   |
| Michelle Li          | Einzel     | A. Yamaguchi        | 1:2 (24:22, 17:21, 12:21) | 1            | 2            | ausgeschieden | ausgeschieden | ausgeschieden | ausgeschieden | ausgeschieden | ausgeschieden | ausgeschieden    | ausgeschieden    | 14   |
| Männer               |            |                     |                           |              |              |               |               |               |               |               |               |                  |                  |      |
| Brian Yang           | Einzel     | D. Panarin          | 2:0 (21:18, 21:10)        | 1            | 2            | ausgeschieden | ausgeschieden | ausgeschieden | ausgeschieden | ausgeschieden | ausgeschieden | ausgeschieden    | ausgeschieden    | 14   |
| Brian Yang           | Einzel     | K. Nishimoto        | 0:2 (14:21, 18:21)        | 1            | 2            | ausgeschieden | ausgeschieden | ausgeschieden | ausgeschieden | ausgeschieden | ausgeschieden | ausgeschieden    | ausgeschieden    | 14   |
| Adam Dong Nyl Yakura | Doppel     | Liang W. / Wang C.  | 0:2 (5:21, 12:21)         | 0            | 3            | —             | —             | ausgeschieden | ausgeschieden | ausgeschieden | ausgeschieden | ausgeschieden    | ausgeschieden    | 13   |
| Adam Dong Nyl Yakura | Doppel     | A. Chia / Soh W. Y. | 0:2 (10:21, 15:21)        | 0            | 3            | —             | —             | ausgeschieden | ausgeschieden | ausgeschieden | ausgeschieden | ausgeschieden    | ausgeschieden    | 13   |
| Adam Dong Nyl Yakura | Doppel     | B. Lane / S. Vendy  | 0:2 (14:21, 12:21)        | 0            | 3            | —             | —             | ausgeschieden | ausgeschieden | ausgeschieden | ausgeschieden | ausgeschieden    | ausgeschieden    | 13   |

### Basketball
Als eines der beiden besten amerikanischen Teams bei der Weltmeisterschaft 2023 qualifizierten sich Kanadas Basketballer für Olympia. Den Frauen gelang die Qualifikation über das Qualifikationsturnier in Sopron. Erstmals bei Olympischen Spielen war Kanada zudem im 3×3-Basketball vertreten. Die Frauen qualifizierten sich beim FIBA Olympic Qualifying Tournament in Debrecen.

#### Basketball
| Wettbewerb    | Frauen | Männer |
| ------------- | --- | --- |
| Athleten      | Natalie Achonwa Kayla Alexander Laeticia Amihere Bridget Carleton Shay Colley Aaliyah Edwards Yvonne Ejim Nirra Fields Sami Hill Kia Nurse Cassandre Prosper Syla Swords | Nickeil Alexander-Walker R. J. Barrett Khem Birch Dillon Brooks Luguentz Dort Melvin Ejim Shai Gilgeous-Alexander Trey Lyles Jamal Murray Andrew Nembhard Kelly Olynyk Dwight Powell |
| Trainer       | Víctor Lapeña | Jordi Fernández |
| Gruppenphase  | Frankreich (54:75) Australien (65:70) Nigeria (70:79) | Griechenland (86:79) Australien (93:83) Spanien (88:85) |
| Viertelfinale | ausgeschieden | Frankreich (73:82) |
| Halbfinale    | ausgeschieden | ausgeschieden |
| Finale        | ausgeschieden | ausgeschieden |
| Rang          | 11 | 5 |

#### 3×3-Basketball
| Wettbewerb       | Frauen |
| ---------------- | --- |
| Athleten         | Kacie Bosch Paige Crozon Katherine Plouffe Michelle Plouffe                                                                           |
| Gruppenphase     | Australien (22–14) China (21–11) Deutschland(15–19) Frankreich(13–9) Vereinigte Staaten (17–18) Spanien (20–22) Aserbaidschan (21–19) |
| Play-in          | Australien (21–10) |
| Halbfinale       | Deutschland (16–15) |
| Spiel um Platz 3 | Vereinigte Staaten (13–16) |
| Rang             | 4 |

### Beachvolleyball
Über das olympische Qualifikationsranking konnte sich ein kanadisches Team bei den Frauen qualifizieren. Durch den jeweiligen Sieg beim NORCECA Continental Cup Final konnten sich bei Männern und Frauen je ein weiteres Team qualifizieren.
| Athleten                                 | Gruppenphase         | Gruppenphase              | Gruppenphase | Gruppenphase | Achtelfinale                                                         | Achtelfinale                                                         | Viertelfinale                                                        | Viertelfinale                                                        | Halbfinale                                                           | Halbfinale                                                           | Finale                                                               | Finale                                                               | Rang   |
| Athleten                                 | Gegner               | Ergebnis                  | Punkte       | Rang         | Gegner                                                               | Ergebnis                                                             | Gegner                                                               | Ergebnis                                                             | Gegner                                                               | Ergebnis                                                             | Gegner                                                               | Ergebnis                                                             | Rang   |
| ---------------------------------------- | -------------------- | ------------------------- | ------------ | ------------ | -------------------------------------------------------------------- | -------------------------------------------------------------------- | -------------------------------------------------------------------- | -------------------------------------------------------------------- | -------------------------------------------------------------------- | -------------------------------------------------------------------- | -------------------------------------------------------------------- | -------------------------------------------------------------------- | ------ |
| Frauen                                   |                      |                           |              |              |                                                                      |                                                                      |                                                                      |                                                                      |                                                                      |                                                                      |                                                                      |                                                                      |        |
| Melissa Humana-Paredes Brandie Wilkerson | Poletti / Michelle   | 2:0 (21:16, 21:12)        | 4            | 3            | Nuss / Kloth                                                         | 2:0 (21:19, 21:18)                                                   | Álvarez / Moreno                                                     | 2:0 (21:18, 21:18)                                                   | Hüberli / Brunner                                                    | 2:1 (14:21, 22:20, 15:12)                                            | Ana Patrícia / Duda                                                  | 1:2 (24:26, 21:12, 10:15)                                            | Silber |
| Melissa Humana-Paredes Brandie Wilkerson | Esmée / Zoé          | 1:2 (18:21, 21:13, 11:15) | 4            | 3            | Nuss / Kloth                                                         | 2:0 (21:19, 21:18)                                                   | Álvarez / Moreno                                                     | 2:0 (21:18, 21:18)                                                   | Hüberli / Brunner                                                    | 2:1 (14:21, 22:20, 15:12)                                            | Ana Patrícia / Duda                                                  | 1:2 (24:26, 21:12, 10:15)                                            | Silber |
| Melissa Humana-Paredes Brandie Wilkerson | Tīna / Anastasija    | 0:2 (14:21, 20:22)        | 4            | 3            | Nuss / Kloth                                                         | 2:0 (21:19, 21:18)                                                   | Álvarez / Moreno                                                     | 2:0 (21:18, 21:18)                                                   | Hüberli / Brunner                                                    | 2:1 (14:21, 22:20, 15:12)                                            | Ana Patrícia / Duda                                                  | 1:2 (24:26, 21:12, 10:15)                                            | Silber |
| Heather Bansley Sophie Bukovec           | Nuss / Kloth         | 0:2 (17:21, 14:21)        | 3            | 4            | ausgeschieden                                                        | ausgeschieden                                                        | ausgeschieden                                                        | ausgeschieden                                                        | ausgeschieden                                                        | ausgeschieden                                                        | ausgeschieden                                                        | ausgeschieden                                                        | 19     |
| Heather Bansley Sophie Bukovec           | Xue Chen / Xia Xinyi | 0:2 (15:21, 19:21)        | 3            | 4            | ausgeschieden                                                        | ausgeschieden                                                        | ausgeschieden                                                        | ausgeschieden                                                        | ausgeschieden                                                        | ausgeschieden                                                        | ausgeschieden                                                        | ausgeschieden                                                        | 19     |
| Heather Bansley Sophie Bukovec           | Mariafe / Clancy     | 0:2 (10:21, 16:21)        | 3            | 4            | ausgeschieden                                                        | ausgeschieden                                                        | ausgeschieden                                                        | ausgeschieden                                                        | ausgeschieden                                                        | ausgeschieden                                                        | ausgeschieden                                                        | ausgeschieden                                                        | 19     |
| Männer                                   |                      |                           |              |              |                                                                      |                                                                      |                                                                      |                                                                      |                                                                      |                                                                      |                                                                      |                                                                      |        |
| Sam Schachter Daniel Dearing             | Perušič / Schweiner  | 0:2 (17:21, 19:21)        | 4            | 3            | in der Lucky Loser Runde gegen M. Grimalt / E. Grimalt ausgeschieden | in der Lucky Loser Runde gegen M. Grimalt / E. Grimalt ausgeschieden | in der Lucky Loser Runde gegen M. Grimalt / E. Grimalt ausgeschieden | in der Lucky Loser Runde gegen M. Grimalt / E. Grimalt ausgeschieden | in der Lucky Loser Runde gegen M. Grimalt / E. Grimalt ausgeschieden | in der Lucky Loser Runde gegen M. Grimalt / E. Grimalt ausgeschieden | in der Lucky Loser Runde gegen M. Grimalt / E. Grimalt ausgeschieden | in der Lucky Loser Runde gegen M. Grimalt / E. Grimalt ausgeschieden | 17     |
| Sam Schachter Daniel Dearing             | Evandro / Arthur     | 0:2 (13:21, 16:21)        | 4            | 3            | in der Lucky Loser Runde gegen M. Grimalt / E. Grimalt ausgeschieden | in der Lucky Loser Runde gegen M. Grimalt / E. Grimalt ausgeschieden | in der Lucky Loser Runde gegen M. Grimalt / E. Grimalt ausgeschieden | in der Lucky Loser Runde gegen M. Grimalt / E. Grimalt ausgeschieden | in der Lucky Loser Runde gegen M. Grimalt / E. Grimalt ausgeschieden | in der Lucky Loser Runde gegen M. Grimalt / E. Grimalt ausgeschieden | in der Lucky Loser Runde gegen M. Grimalt / E. Grimalt ausgeschieden | in der Lucky Loser Runde gegen M. Grimalt / E. Grimalt ausgeschieden | 17     |
| Sam Schachter Daniel Dearing             | Hörl / Horst         | 2:0 (21:16, 21:15)        | 4            | 3            | in der Lucky Loser Runde gegen M. Grimalt / E. Grimalt ausgeschieden | in der Lucky Loser Runde gegen M. Grimalt / E. Grimalt ausgeschieden | in der Lucky Loser Runde gegen M. Grimalt / E. Grimalt ausgeschieden | in der Lucky Loser Runde gegen M. Grimalt / E. Grimalt ausgeschieden | in der Lucky Loser Runde gegen M. Grimalt / E. Grimalt ausgeschieden | in der Lucky Loser Runde gegen M. Grimalt / E. Grimalt ausgeschieden | in der Lucky Loser Runde gegen M. Grimalt / E. Grimalt ausgeschieden | in der Lucky Loser Runde gegen M. Grimalt / E. Grimalt ausgeschieden | 17     |

### Bogenschießen
Bei den Weltmeisterschaften 2023 konnte ein Quotenplatz für den Einzelwettbewerb der Männer gewonnen werden. Bei den Panamerikanische Meisterschaften 2024 gelang dies auch für den Einzelwettbewerb der Frauen. Damit konnte man im Paris auch im Mixed an den Start gehen.
| Athleten                     | Wettbewerb | Qualifikation | Qualifikation | 1. Runde    | 1. Runde | 2. Runde       | 2. Runde      | Achtelfinale  | Achtelfinale  | Viertelfinale | Viertelfinale | Halbfinale    | Halbfinale    | Finale / Platz 3 | Finale / Platz 3 | Rang |
| Athleten                     | Wettbewerb | Ringe         | Rang          | Gegner      | Ergebnis | Gegner         | Ergebnis      | Gegner        | Ergebnis      | Gegner        | Ergebnis      | Gegner        | Ergebnis      | Gegner           | Ergebnis         | Rang |
| ---------------------------- | ---------- | ------------- | ------------- | ----------- | -------- | -------------- | ------------- | ------------- | ------------- | ------------- | ------------- | ------------- | ------------- | ---------------- | ---------------- | ---- |
| Frauen                       |            |               |               |             |          |                |               |               |               |               |               |               |               |                  |                  |      |
| Virginie Chénier             | Einzel     | 649           | 33            | R. Octavia  | 2:6      | ausgeschieden  | ausgeschieden | ausgeschieden | ausgeschieden | ausgeschieden | ausgeschieden | ausgeschieden | ausgeschieden | ausgeschieden    | ausgeschieden    | 33   |
| Männer                       |            |               |               |             |          |                |               |               |               |               |               |               |               |                  |                  |      |
| Eric Peters                  | Einzel     | 659           | 36            | I. Abdullin | 6:4      | D. Bommadevara | 6:5           | M. Nespoli    | 2:6           | ausgeschieden | ausgeschieden | ausgeschieden | ausgeschieden | ausgeschieden    | ausgeschieden    | 9    |
| Mixed                        |            |               |               |             |          |                |               |               |               |               |               |               |               |                  |                  |      |
| Virginie Chénier Eric Peters | Mannschaft | 1308          | 20            | —           | —        | —              | —             | ausgeschieden | ausgeschieden | ausgeschieden | ausgeschieden | ausgeschieden | ausgeschieden | ausgeschieden    | ausgeschieden    | 20   |

### Boxen
Bei den Panamerikanischen Spielen 2023 konnten sich zwei kanadische Boxer einen Startplatz für die Olympischen Spiele sichern.
| Athleten          | Wettbewerb         | 1. Runde | 1. Runde | Achtelfinale | Achtelfinale | Viertelfinale | Viertelfinale | Halbfinale    | Halbfinale    | Finale        | Finale        | Rang   |
| Athleten          | Wettbewerb         | Gegner   | Ergebnis | Gegner       | Ergebnis     | Gegner        | Ergebnis      | Gegner        | Ergebnis      | Gegner        | Ergebnis      | Rang   |
| ----------------- | ------------------ | -------- | -------- | ------------ | ------------ | ------------- | ------------- | ------------- | ------------- | ------------- | ------------- | ------ |
| Frauen            |                    |          |          |              |              |               |               |               |               |               |               |        |
| Tammara Thibeault | Klasse bis 75 kg   | —        | —        | C. Ngamba    | 2:3          | ausgeschieden | ausgeschieden | ausgeschieden | ausgeschieden | ausgeschieden | ausgeschieden | 9      |
| Männer            |                    |          |          |              |              |               |               |               |               |               |               |        |
| Wyatt Sanford     | Klasse bis 63,5 kg | Freilos  | Freilos  | R. Rossenow  | 5:0          | R. Abdullaev  | 4:1           | S. Oumiha     | 1:4           | ausgeschieden | ausgeschieden | Bronze |

### Breaking
Für die olympische Premiere der Sportart konnte B-Boy Phil Wizard bei den Panamerikanischen Spielen 2023 qualifizieren.
| Athleten                 | Wettbewerb | Qualifikation | Qualifikation | Viertelfinale      | Viertelfinale | Halbfinale          | Halbfinale | Finale / Platz 3   | Finale / Platz 3 | Rang |
| Athleten                 | Wettbewerb | Punkte        | Rang          | Gegner             | Ergebnis      | Gegner              | Ergebnis   | Gegner             | Ergebnis         | Rang |
| ------------------------ | ---------- | ------------- | ------------- | ------------------ | ------------- | ------------------- | ---------- | ------------------ | ---------------- | ---- |
| Männer                   |            |               |               |                    |               |                     |            |                    |                  |      |
| Philip Kim (Phil Wizard) | B-Boys     | 5             | 1             | L.-L. Demierre Lee | 3:0           | S. Nakarai Shigekix | 3:0        | D. Civil Dany Dann | 3:0              | Gold |

### Fechten
Drei kanadische Mannschaften konnten sich als jeweils bestes amerikanisches Team qualifizieren, wodurch auch jeweils drei Fechter in den Einzelwettbewerben startberechtigt waren. Zudem war Pamela Brind’Amour als beste amerikanische Säbelfechterin der Rangliste dabei, deren Mannschaft sich nicht qualifizieren konnte. Nicholas Zhang gewann das amerikanische Qualifikationsturnier in San José und qualifizierte sich damit ebenfalls. Im Degenfechten der Frauen profitierte Ruien Xiao von der Neuverteilung ungenutzter Quotenplätze und erhielt damit einen Startplatz.
| Athleten                                                       | Wettbewerb         | 1. Runde               | 1. Runde | 2. Runde       | 2. Runde      | Achtelfinale         | Achtelfinale  | Viertelfinale | Viertelfinale | Halbfinale / Klassifikation | Halbfinale / Klassifikation | Finale / Platzierung | Finale / Platzierung | Rang   |
| Athleten                                                       | Wettbewerb         | Gegner                 | Ergebnis | Gegner         | Ergebnis      | Gegner               | Ergebnis      | Gegner        | Ergebnis      | Gegner                      | Ergebnis                    | Gegner               | Ergebnis             | Rang   |
| -------------------------------------------------------------- | ------------------ | ---------------------- | -------- | -------------- | ------------- | -------------------- | ------------- | ------------- | ------------- | --------------------------- | --------------------------- | -------------------- | -------------------- | ------ |
| Frauen                                                         |                    |                        |          |                |               |                      |               |               |               |                             |                             |                      |                      |        |
| Ruien Xiao                                                     | Degen Einzel       | Freilos                | Freilos  | N. Moellhausen | 15:11         | O. Krywyzka          | 14:15         | ausgeschieden | ausgeschieden | ausgeschieden               | ausgeschieden               | ausgeschieden        | ausgeschieden        | 14     |
| Jessica Guo                                                    | Florett Einzel     | Freilos                | Freilos  | A. Inostroza   | 15:7          | L. Scruggs           | 11:15         | ausgeschieden | ausgeschieden | ausgeschieden               | ausgeschieden               | ausgeschieden        | ausgeschieden        | 10     |
| Eleanor Harvey                                                 | Florett Einzel     | Freilos                | Freilos  | Wang Y.        | 12:8          | J. Walczyk-Klimaszyk | 15:6          | M. Favaretto  | 15:14         | L. Scruggs                  | 9:15                        | A. Volpi             | 15:12                | Bronze |
| Yunjia Zhang                                                   | Florett Einzel     | Freilos                | Freilos  | Chen Q.        | 15:7          | F. Pásztor           | 5:15          | ausgeschieden | ausgeschieden | ausgeschieden               | ausgeschieden               | ausgeschieden        | ausgeschieden        | 16     |
| Jessica Guo Eleanor Harvey Yunjia Zhang Sabrina Fang           | Florett Mannschaft | —                      | —        | —              | —             | —                    | —             | Frankreich    | 38:36         | Vereinigte Staaten          | 31:45                       | Japan                | 32:33                | 4      |
| Pamela Brind’Amour                                             | Säbel Einzel       | Freilos                | Freilos  | T. Gkountoura  | 3:15          | ausgeschieden        | ausgeschieden | ausgeschieden | ausgeschieden | ausgeschieden               | ausgeschieden               | ausgeschieden        | ausgeschieden        | 28     |
| Männer                                                         |                    |                        |          |                |               |                      |               |               |               |                             |                             |                      |                      |        |
| Nicholas Zhang                                                 | Degen Einzel       | G. Lugo                | 11:15    | ausgeschieden  | ausgeschieden | ausgeschieden        | ausgeschieden | ausgeschieden | ausgeschieden | ausgeschieden               | ausgeschieden               | ausgeschieden        | ausgeschieden        | 34     |
| Blake Broszus                                                  | Florett Einzel     | K. Schembri            | 15:8     | T. Marini      | 9:15          | ausgeschieden        | ausgeschieden | ausgeschieden | ausgeschieden | ausgeschieden               | ausgeschieden               | ausgeschieden        | ausgeschieden        | 30     |
| Daniel Gu                                                      | Florett Einzel     | V. Alvares de Oliveira | 15:9     | Cheung K. L.   | 5:15          | ausgeschieden        | ausgeschieden | ausgeschieden | ausgeschieden | ausgeschieden               | ausgeschieden               | ausgeschieden        | ausgeschieden        | 32     |
| Maximilien Van Haaster                                         | Florett Einzel     | Freilos                | Freilos  | G. Bianchi     | 4:15          | ausgeschieden        | ausgeschieden | ausgeschieden | ausgeschieden | ausgeschieden               | ausgeschieden               | ausgeschieden        | ausgeschieden        | 23     |
| Blake Broszus Daniel Gu Maximilien Van Haaster Bogdan Hamilton | Florett Mannschaft | —                      | —        | —              | —             | —                    | —             | Japan         | 26:45         | China                       | 32:45                       | Ägypten              | 45:38                | 7      |
| Farès Arfa                                                     | Säbel Einzel       | Freilos                | Freilos  | Á. Szilágyi    | 15:8          | B. Apithy            | 15:8          | Oh S.-u.      | 13:15         | ausgeschieden               | ausgeschieden               | ausgeschieden        | ausgeschieden        | 8      |
| François Cauchon                                               | Säbel Einzel       | P. di Tella            | 13:15    | ausgeschieden  | ausgeschieden | ausgeschieden        | ausgeschieden | ausgeschieden | ausgeschieden | ausgeschieden               | ausgeschieden               | ausgeschieden        | ausgeschieden        | 34     |
| Shaul Gordon                                                   | Säbel Einzel       | Freilos                | Freilos  | L. Samele      | 10:15         | ausgeschieden        | ausgeschieden | ausgeschieden | ausgeschieden | ausgeschieden               | ausgeschieden               | ausgeschieden        | ausgeschieden        | 29     |
| Farès Arfa François Cauchon Shaul Gordon Olivier Desrosiers    | Säbel Mannschaft   | —                      | —        | —              | —             | —                    | —             | Südkorea      | 33:45         | Ägypten                     | 41:45                       | Vereinigte Staaten   | 43:45                | 8      |

### Fußball
Kanadas Fußballerinnen gingen in Paris als Titelverteidigerinnen an den Start. Über das CONCACAF-Play-off qualifizierte sich das Team für das olympische Turnier. Am 20. Juli 2024 wurde Sydney Collins verletzungsbedingt durch Gabrielle Carle ersetzt und Desiree Scott neue Ersatzspielerin. Am 25. Juli 2024 wurde Jayde Riviere verletzungsbedingt durch Shelina Zadorsky ersetzt.
| Wettbewerb      | Frauen |
| --------------- | --- |
| Athleten        | Simi Awujo (3/0) Janine Beckie (4/0) Kadeisha Buchanan (4/0) Gabrielle Carle (4/0) Sabrina D’Angelo (0/0) Jessie Fleming (4/1) Vanessa Gilles (4/2) Julia Grosso (3/0) Jordyn Huitema (4/0) Cloé Lacasse (3/1) Ashley Lawrence (4/0) Adriana Leon (4/0) Nichelle Prince (4/0) Quinn (4/0) Jade Rose (4/0) Kailen Sheridan (4/0) Évelyne Viens (4/1) Shelina Zadorsky (2/0) |
| Trainer         | Bev Priestman Andy Spence (interim) * |
| P-Akkreditierte | Lysianne Proulx (0/0) Deanne Rose (0/0) Desiree Scott (0/0) |
| Gruppenphase    | Neuseeland (2:1) Frankreich (2:1) Kolumbien (1:0) |
| Viertelfinale   | Deutschland (0:0 n. V., 2:4 i. E.) |
| Halbfinale      | ausgeschieden |
| Finale          | ausgeschieden |
| Rang            | 7 |

### Gewichtheben
Über die olympische Qualifikationsrangliste der IWF qualifizierten sich zwei kanadische Gewichtheber.
| Athleten      | Wettbewerb       | Reißen  | Reißen | Stoßen                | Stoßen                | Zweikampf     | Zweikampf     | Rang   |
| Athleten      | Wettbewerb       | Gewicht | Rang   | Gewicht               | Rang                  | Gewicht       | Rang          | Rang   |
| ------------- | ---------------- | ------- | ------ | --------------------- | --------------------- | ------------- | ------------- | ------ |
| Frauen        |                  |         |        |                       |                       |               |               |        |
| Maude Charron | Klasse bis 59 kg | 106 kg  | 2      | 130 kg                | 2                     | 236 kg        | 2             | Silber |
| Männer        |                  |         |        |                       |                       |               |               |        |
| Boady Santavy | Klasse bis 89 kg | 163 kg  | 9      | ohne gültigen Versuch | ohne gültigen Versuch | ausgeschieden | ausgeschieden | DNF    |

### Golf
Über das Olympic Golf Ranking der IGF qualifizierten sich vier kanadische Golfer für die Olympischen Spiele.
| Athleten         | Runde 1 | Runde 2 | Runde 3 | Runde 4 | Gesamt | Par | Rang |
| ---------------- | ------- | ------- | ------- | ------- | ------ | --- | ---- |
| Frauen           |         |         |         |         |        |     |      |
| Brooke Henderson | 74      | 73      | 67      | 71      | 285    | −3  | 13   |
| Alena Sharp      | 71      | 76      | 77      | 73      | 297    | +9  | 42   |
| Männer           |         |         |         |         |        |     |      |
| Nick Taylor      | 70      | 73      | 68      | 69      | 280    | −4  | 30   |
| Corey Conners    | 68      | 69      | 69      | 66      | 272    | −12 | 9    |

### Judo
Über die IJF-Weltrangliste konnten sich sieben kanadische Judokas qualifizieren. Durch die Qualifikation in den entsprechenden Gewichtsklassen konnte auch ein Mixed-Team an den Start gehen.
| Athleten | Wettbewerb        | 1. Runde        | 1. Runde | 2. Runde    | 2. Runde | Achtelfinale  | Achtelfinale  | Viertelfinale | Viertelfinale | Halbfinale / Trostrunde | Halbfinale / Trostrunde | Finale / Platz 3 | Finale / Platz 3 | Rang |
| Athleten | Wettbewerb        | Gegner          | Ergebnis | Gegner      | Ergebnis | Gegner        | Ergebnis      | Gegner        | Ergebnis      | Gegner                  | Ergebnis                | Gegner           | Ergebnis         | Rang |
| --- | ----------------- | --------------- | -------- | ----------- | -------- | ------------- | ------------- | ------------- | ------------- | ----------------------- | ----------------------- | ---------------- | ---------------- | ---- |
| Frauen |                   |                 |          |             |          |               |               |               |               |                         |                         |                  |                  |      |
| Kelly Deguchi | Klasse bis 52 kg  | U. Abe          | 0:10     | —           | —        | ausgeschieden | ausgeschieden | ausgeschieden | ausgeschieden | ausgeschieden           | ausgeschieden           | ausgeschieden    | ausgeschieden    | 17   |
| Christa Deguchi | Klasse bis 57 kg  | Freilos         | Freilos  | —           | —        | K. Jiménez    | 10:0          | M. Perišić    | 1s2:0s1       | S. L. Cysique           | 10s2:0s3                | Huh M.-m.        | 10s2:0s3         | Gold |
| Catherine Beauchemin-Pinard | Klasse bis 63 kg  | Freilos         | Freilos  | —           | —        | S. Özbas      | 10s1:0s1      | A. Leški      | 0s2:1         | L. Fazliu               | 0s2:1s1                 | ausgeschieden    | ausgeschieden    | 7    |
| Ana Laura Portuondo-Isasi | Klasse über 78 kg | I. Marenco      | 0:10     | —           | —        | ausgeschieden | ausgeschieden | ausgeschieden | ausgeschieden | ausgeschieden           | ausgeschieden           | ausgeschieden    | ausgeschieden    | 17   |
| Männer |                   |                 |          |             |          |               |               |               |               |                         |                         |                  |                  |      |
| Arthur Margelidon | Klasse bis 73 kg  | B. Chodschasoda | 1s1:0s2  | —           | —        | I. Wandtke    | 10s2:0s3      | H. Heydərov   | 0s2:10s2      | M. Lombardo             | 0:10                    | ausgeschieden    | ausgeschieden    | 7    |
| François Gauthier-Drapeau | Klasse bis 81 kg  | Freilos         | Freilos  | J. Fernando | 10s2:0s3 | A. Gandía     | 10:0s1        | A. Esposito   | 0s3:10s1      | M. Casse                | 0s1:1                   | ausgeschieden    | ausgeschieden    | 7    |
| Shady El Nahas | Klasse bis 100 kg | Freilos         | Freilos  | —           | —        | D. Eich       | 0:1           | ausgeschieden | ausgeschieden | ausgeschieden           | ausgeschieden           | ausgeschieden    | ausgeschieden    | 9    |
| Mixed |                   |                 |          |             |          |               |               |               |               |                         |                         |                  |                  |      |
| Kelly Deguchi Christa Deguchi Catherine Beauchemin-Pinard Ana Laura Portuondo-Isasi Arthur Margelidon François Gauthier-Drapeau Shady El Nahas | Mixed Team        | Freilos         | Freilos  | —           | —        | Usbekistan    | 0:4           | ausgeschieden | ausgeschieden | ausgeschieden           | ausgeschieden           | ausgeschieden    | ausgeschieden    | 9    |

### Kanu
Über die Kanurennsport-Weltmeisterschaften 2023 erhielt Kanada Quotenplätze in fünf Bootsklassen. Im Rahmen der panamerikanischen Qualifikationsrennen in Sarasota konnte man sich auch für den C1 der Männer qualifizieren. Beim panamerikanischen Qualifikationsevent im Kanuslalom in Rio de Janeiro konnte je ein Startplatz im C1 der Männer und Frauen gewonnen werden.

#### Kanurennsport
| Athleten                                                               | Wettbewerb | Vorlauf     | Vorlauf | Viertelfinale | Viertelfinale | Halbfinale  | Halbfinale | A/B-Finale            | A/B-Finale    | Rang   |
| Athleten                                                               | Wettbewerb | Zeit        | Rang    | Zeit          | Rang          | Zeit        | Rang       | Zeit                  | Rang          | Rang   |
| ---------------------------------------------------------------------- | ---------- | ----------- | ------- | ------------- | ------------- | ----------- | ---------- | --------------------- | ------------- | ------ |
| Frauen                                                                 |            |             |         |               |               |             |            |                       |               |        |
| Sophia Jensen                                                          | C1 200 m   | 46,80 s     | 1       | ―             | ―             | 45,66 s     | 3          | 45,08 s               | 6             | 6      |
| Katie Vincent                                                          | C1 200 m   | 47,22 s     | 1       | ―             | ―             | 45,01 s     | 1          | 44,12 s               | 1             | Gold   |
| Sloan MacKenzie Katie Vincent                                          | C2 500 m   | 1:54,16 min | 1       | ―             | ―             | 1:55,34 min | 1          | 1:54,36 min           | 3             | Bronze |
| Riley Melanson                                                         | K1 500 m   | 1:54,11 min | 4       | 1:50,16 min   | 3             | 1:52,99 min | 6          | C-Finale: 1:56,36 min | 6             | 22     |
| Michelle Russell                                                       | K1 500 m   | 1:51,00 min | 3       | 1:49,79 min   | 2             | 1:50,28 min | 2          | 1:53,83 min           | 8             | 8      |
| Natalie Davison Courtney Stott                                         | K2 500 m   | 1:44,35 min | 3       | 1:42,58 min   | 4             | 1:42,57 min | 8          | B-Finale: 1:46,96 min | 7             | 15     |
| Toshka Besharah-Hrebacka Natalie Davison Riley Melanson Courtney Stott | K4 500 m   | 1:37,87 min | 5       | ―             | ―             | 1:39,24 min | 4          | ausgeschieden         | ausgeschieden | 10     |
| Männer                                                                 |            |             |         |               |               |             |            |                       |               |        |
| Connor Fitzpatrick                                                     | C1 1000 m  | 3:50,79 min | 2       | ―             | ―             | 3:56,31 min | 8          | B-Finale: 3:52,46 min | 6             | 14     |
| Simon McTavish Pierre-Luc Poulin                                       | K2 500 m   | 1:28,91 min | 3       | 1:30,01 min   | 3             | 1:29,01 min | 6          | B-Finale: 1:30,80 min | 2             | 10     |
| Laurent Lavigne Nicholas Matveev Simon McTavish Pierre-Luc Poulin      | K4 500 m   | 1:22,84 min | 5       | 1:20,65 min   | 4             | 1:20,70 min | 5          | ausgeschieden         | ausgeschieden | 9      |

#### Kanuslalom
| Athleten        | Wettbewerb | Vorlauf  | Vorlauf | Halbfinale    | Halbfinale    | Finale        | Finale        | Rang |
| Athleten        | Wettbewerb | Zeit     | Rang    | Zeit          | Rang          | Zeit          | Rang          | Rang |
| --------------- | ---------- | -------- | ------- | ------------- | ------------- | ------------- | ------------- | ---- |
| Frauen          |            |          |         |               |               |               |               |      |
| Lois Betteridge | C1         | 115,60 s | 19      | ausgeschieden | ausgeschieden | ausgeschieden | ausgeschieden | 19   |
| Lois Betteridge | K1         | 106,21 s | 22      | 127,67 s      | 20            | ausgeschieden | ausgeschieden | 20   |
| Männer          |            |          |         |               |               |               |               |      |
| Alex Baldoni    | C1         | 97,32 s  | 15      | 123,41 s      | 15            | ausgeschieden | ausgeschieden | 15   |
| Alex Baldoni    | K1         | 95,18 s  | 21      | ausgeschieden | ausgeschieden | ausgeschieden | ausgeschieden | 21   |

Boater-Cross
| Frauen          |          |         |    |   |   |   |               |               |               |    |
| Lois Betteridge | K1 Cross | 79,76 s | 37 | 4 | 2 | 3 | ausgeschieden | ausgeschieden | ausgeschieden | 24 |
| Männer          |          |         |    |   |   |   |               |               |               |    |
| Alex Baldoni    | K1 Cross | 73,70 s | 24 | 2 | — | 4 | ausgeschieden | ausgeschieden | ausgeschieden | 29 |

### Leichtathletik
Kanadische Leichtathleten hatten die Olympianormen des Weltverbandes in diversen Disziplinen erreicht. Zudem konnten sich über die World Athletics Relays 2024 drei Staffeln des Landes qualifizieren.
Laufen und Gehen
| Athleten                                                                     | Wettbewerb          | Vorlauf      | Vorlauf | Hoffnungslauf | Hoffnungslauf | Halbfinale    | Halbfinale    | Finale        | Finale        | Rang          |
| Athleten                                                                     | Wettbewerb          | Zeit         | Rang    | Zeit          | Rang          | Zeit          | Rang          | Zeit          | Rang          | Rang          |
| ---------------------------------------------------------------------------- | ------------------- | ------------ | ------- | ------------- | ------------- | ------------- | ------------- | ------------- | ------------- | ------------- |
| Frauen                                                                       |                     |              |         |               |               |               |               |               |               |               |
| Audrey Leduc                                                                 | 100 m               | 10,95 s      | 1       | —             | —             | 11,10 s       | 5             | ausgeschieden | ausgeschieden | ausgeschieden |
| Jacqueline Madogo                                                            | 100 m               | 11,27 s      | 4       | —             | —             | ausgeschieden | ausgeschieden | ausgeschieden | ausgeschieden | ausgeschieden |
| Audrey Leduc                                                                 | 200 m               | 22,88 s      | 3       | ―             | ―             | 22,68 s       | 6             | ausgeschieden | ausgeschieden | ausgeschieden |
| Jacqueline Madogo                                                            | 200 m               | 22,78 s      | 4       | 22,58 s       | 1             | 22,81 s       | 7             | ausgeschieden | ausgeschieden | ausgeschieden |
| Lauren Gale                                                                  | 400 m               | 53,13 s      | 6       | 52,68 s       | 6             | ausgeschieden | ausgeschieden | ausgeschieden | ausgeschieden | ausgeschieden |
| Zoe Sherar                                                                   | 400 m               | 51,97 s      | 7       | 51,43 s       | 3             | ausgeschieden | ausgeschieden | ausgeschieden | ausgeschieden | ausgeschieden |
| Jazz Shukla                                                                  | 800 m               | 2:00,80 min  | 5       | 2:02,00 min   | 2             | ausgeschieden | ausgeschieden | ausgeschieden | ausgeschieden | ausgeschieden |
| Kate Current                                                                 | 1500 m              | 4:09,81 min  | 12      | 4:08,91 min   | 19            | ausgeschieden | ausgeschieden | ausgeschieden | ausgeschieden | ausgeschieden |
| Simone Plourde                                                               | 1500 m              | 4:06,59 min  | 9       | 4:08,49 min   | 6             | ausgeschieden | ausgeschieden | ausgeschieden | ausgeschieden | ausgeschieden |
| Lucia Stafford                                                               | 1500 m              | 4:02,22 min  | 10      | 4:02,26 min   | 5             | ausgeschieden | ausgeschieden | ausgeschieden | ausgeschieden | ausgeschieden |
| Briana Scott                                                                 | 5000 m              | 15:47,30 min | 19      | —             | —             | —             | —             | ausgeschieden | ausgeschieden | ausgeschieden |
| Mariam Abdul-Rashid                                                          | 100 m Hürden        | 12,80 s      | 5       | ―             | ―             | 12,60 s       | 5             | ausgeschieden | ausgeschieden | ausgeschieden |
| Michelle Harrison                                                            | 100 m Hürden        | 13,40 s      | 8       | 13,30 s       | 7             | ausgeschieden | ausgeschieden | ausgeschieden | ausgeschieden | ausgeschieden |
| Savannah Sutherland                                                          | 400 m Hürden        | 54,80 s      | 3       | ―             | ―             | 53,80 s       | 6             | 53,88 s       | 7             | 7             |
| Ceili McCabe                                                                 | 3000 m Hindernis    | 9:20,71 min  | 7       | —             | —             | —             | —             | ausgeschieden | ausgeschieden | ausgeschieden |
| Regan Yee                                                                    | 3000 m Hindernis    | 9:27,81 min  | 12      | —             | —             | —             | —             | ausgeschieden | ausgeschieden | ausgeschieden |
| Malindi Elmore                                                               | Marathon            | —            | —       | —             | —             | —             | —             | 2:31:08 h     | 35            | 35            |
| Marie-Éloïse Leclair Audrey Leduc Jacqueline Madogo Sade McCreath            | 4 × 100 m           | 42,50 s      | 7       | —             | —             | —             | —             | 42,69 s       | 6             | 6             |
| Kyra Constantine Lauren Gale Savannah Sutherland Zoe Sherar Aiyanna Stiverne | 4 × 400 m           | 3:25,77 min  | 8       | —             | —             | —             | —             | 3:22,01 min   | 6             | 6             |
| Männer                                                                       |                     |              |         |               |               |               |               |               |               |               |
| Duan Asemota                                                                 | 100 m               | 10,17 s      | 5       | —             | —             | ausgeschieden | ausgeschieden | ausgeschieden | ausgeschieden | ausgeschieden |
| Aaron Brown                                                                  | 100 m               | DSQ          | DSQ     | —             | —             | ausgeschieden | ausgeschieden | ausgeschieden | ausgeschieden | ausgeschieden |
| Andre De Grasse                                                              | 100 m               | 10,07 s      | 3       | —             | —             | 9,98 s        | 5             | ausgeschieden | ausgeschieden | ausgeschieden |
| Aaron Brown                                                                  | 200 m               | 20,36 s      | 4       | 20,42 s       | 2             | 20,57 s       | 7             | ausgeschieden | ausgeschieden | ausgeschieden |
| Andre De Grasse                                                              | 200 m               | 20,30 s      | 2       | ―             | ―             | 20,41 s       | 3             | ausgeschieden | ausgeschieden | ausgeschieden |
| Brendon Rodney                                                               | 200 m               | 20,30 s      | 4       | 20,42 s       | 3             | 20,59 s       | 5             | ausgeschieden | ausgeschieden | ausgeschieden |
| Christopher Morales Williams                                                 | 400 m               | 44,96 s      | 2       | ―             | ―             | 45,25 s       | 8             | ausgeschieden | ausgeschieden | ausgeschieden |
| Marco Arop                                                                   | 800 m               | 1:45,74 min  | 2       | ―             | ―             | 1:45,05 min   | 1             | 1:41,20 min   | 2             | Silber        |
| Kieran Lumb                                                                  | 1500 m              | 3:38,11 min  | 10      | 3:35,76 min   | 5             | ausgeschieden | ausgeschieden | ausgeschieden | ausgeschieden | ausgeschieden |
| Charles Philibert-Thiboutot                                                  | 1500 m              | 3:36,92 min  | 14      | 3:33,53 min   | 2             | 3:33,29 min   | 11            | ausgeschieden | ausgeschieden | ausgeschieden |
| Mohamed Ahmed                                                                | 5000 m              | 14:15,76 min | 16      | —             | —             | —             | —             | ausgeschieden | ausgeschieden | ausgeschieden |
| Thomas Fafard                                                                | 5000 m              | 14:09,37 min | 8       | —             | —             | —             | —             | 13:49,7 min   | 22            | 22            |
| Benjamin Flanagan                                                            | 5000 m              | 13:59,23 min | 17      | —             | —             | —             | —             | ausgeschieden | ausgeschieden | ausgeschieden |
| Mohamed Ahmed                                                                | 10.000 m            | —            | —       | —             | —             | —             | —             | 26:43,79 min  | 4             | 4             |
| Craig Thorne                                                                 | 110 m Hürden        | 13,60 s      | 7       | 13,62 s       | 5             | ausgeschieden | ausgeschieden | ausgeschieden | ausgeschieden | ausgeschieden |
| Jean-Simon Desgagnés                                                         | 3000 m Hindernis    | 8:25,28 min  | 5       | —             | —             | —             | —             | 8:19,31 min   | 13            | 13            |
| Cameron Levins                                                               | Marathon            | —            | —       | —             | —             | —             | —             | 2:11:56 h     | 36            | 36            |
| Rory Linkletter                                                              | Marathon            | —            | —       | —             | —             | —             | —             | 2:13:09 h     | 47            | 47            |
| Evan Dunfee                                                                  | 20 km Gehen         | —            | —       | —             | —             | —             | —             | 1:19:16 h     | 5             | 5             |
| Jerome Blake Aaron Brown Brendon Rodney Andre De Grasse                      | 4 × 100 m           | 38,39 s      | 3       | —             | —             | —             | —             | 37,50 s       | 1             | Gold          |
| Mixed                                                                        |                     |              |         |               |               |               |               |               |               |               |
| Evan Dunfee Olivia Lundman                                                   | Gehen Mixed-Staffel | —            | —       | —             | —             | —             | —             | 3:04:57 h     | 20            | 20            |

Springen und Werfen
| Athleten       | Wettbewerb     | Qualifikation | Qualifikation | Finale        | Finale        | Rang   |
| Athleten       | Wettbewerb     | Weite/Höhe    | Rang          | Weite/Höhe    | Rang          | Rang   |
| -------------- | -------------- | ------------- | ------------- | ------------- | ------------- | ------ |
| Frauen         |                |               |               |               |               |        |
| Anicka Newell  | Stabhochsprung | 4,40 m        | 26            | ausgeschieden | ausgeschieden | 26     |
| Alysha Newman  | Stabhochsprung | 4,55 m        | 7             | 4,85 m        | 3             | Bronze |
| Sarah Mitton   | Kugelstoßen    | 19,77 m       | 1             | 17,48 m       | 12            | 12     |
| Camryn Rogers  | Hammerwurf     | 74,69 m       | 2             | 76,97 m       | 1             | Gold   |
| Männer         |                |               |               |               |               |        |
| Rowan Hamilton | Hammerwurf     | 77,78 m       | 2             | 76,59 m       | 9             | 9      |
| Ethan Katzberg | Hammerwurf     | 79,93 m       | 1             | 84,12 m       | 1             | Gold   |
| Adam Keenan    | Hammerwurf     | 74,45 m       | 13            | ausgeschieden | ausgeschieden | 13     |

Mehrkampf
| Athleten      | 100 m   | 100 m | Weitsprung | Weitsprung | Kugelstoßen | Kugelstoßen | Hochsprung | Hochsprung | 400 m   | 400 m | 110 m Hürden | 110 m Hürden | Diskuswurf | Diskuswurf | Stabhochsprung | Stabhochsprung | Speerwurf | Speerwurf | 1500 m | 1500 m | Punkte | Rang |
| Athleten      | Zeit    | Pkte. | Weite      | Pkte.      | Weite       | Pkte.       | Höhe       | Pkte.      | Zeit    | Pkte. | Zeit         | Pkte.        | Weite      | Pkte.      | Höhe           | Pkte.          | Weite     | Pkte.     | Zeit   | Pkte.  | Punkte | Rang |
| ------------- | ------- | ----- | ---------- | ---------- | ----------- | ----------- | ---------- | ---------- | ------- | ----- | ------------ | ------------ | ---------- | ---------- | -------------- | -------------- | --------- | --------- | ------ | ------ | ------ | ---- |
| Zehnkampf     |         |       |            |            |             |             |            |            |         |       |              |              |            |            |                |                |           |           |        |        |        |      |
| Damian Warner | 10,25 s | 1035  | 7,79 m     | 1007       | 14,45 m     | 756         | 2,02 m     | 822        | 47,34 s | 941   | 13,62 s      | 1024         | 48,68 m    | 843        | ogV            | 0              | DNS       | DNS       | DNF    | DNF    | DNF    | ―    |

### Radsport
Über die UCI-Straßen-Weltrangliste nach Nationen erhielt Kanada jeweils zwei Startplätze für die beiden Straßenrennen. Im Einzelzeitfahren war darüber hinaus je ein Radsportler startberechtigt. Auf der Bahn qualifizierte man sich über die entsprechenden Qualifikationsranglisten in allen Wettbewerben. Nach Abschluss des Qualifikationszeitraums im Mountainbike erhielt man über die Ranglisten je einen Startplatz bei den Frauen und Männern. Auch für das BMX-Rennen der Frauen wurde über die Rangliste ein Startplatz an Kanada vergeben. Im BMX-Freestyle war man bei den Männern durch das Abschneiden bei den Urban-Cycling-Weltmeisterschaften 2023 vertreten.

#### Bahn
| Athleten                                                       | Wettbewerb            | Rang | Details                                                                                         |
| -------------------------------------------------------------- | --------------------- | ---- | ----------------------------------------------------------------------------------------------- |
| Frauen                                                         |                       |      |                                                                                                 |
| Lauriane Genest Kelsey Mitchell Sarah Orban                    | Teamsprint            | 8    | Qualifikation: 45,578 s Erste Runde: 46,816 s Finale: 47,631 s                                  |
| Lauriane Genest                                                | Sprint                | 13   |                                                                                                 |
| Kelsey Mitchell                                                | Sprint                | 8    |                                                                                                 |
| Lauriane Genest                                                | Keirin                | 16   |                                                                                                 |
| Kelsey Mitchell                                                | Keirin                | 16   |                                                                                                 |
| Erin Attwell Ariane Bonhomme Maggie Coles-Lyster Sarah Van Dam | Mannschaftsverfolgung | 8    | Qualifikation: 4:12,205 min Erste Runde: 4:10,471 min Finale: 4:12,097 min                      |
| Ariane Bonhomme Maggie Coles-Lyster                            | Madison               | 15   | DNF                                                                                             |
| Maggie Coles-Lyster                                            | Omnium                | 9    | Scratch: 38 Punkte Temporennen: 22 Punkte Ausscheidungsfahren: 36 Punkte Punktefahren: 5 Punkte |
| Männer                                                         |                       |      |                                                                                                 |
| James Hedgcock Tyler Rorke Nick Wammes                         | Teamsprint            | 8    | Qualifikation: 43.905 s Erste Runde: 43,666 s Finale: 43,944 s                                  |
| Tyler Rorke                                                    | Sprint                | 21   |                                                                                                 |
| Nick Wammes                                                    | Sprint                | 22   |                                                                                                 |
| James Hedgcock                                                 | Keirin                | 16   |                                                                                                 |
| Nick Wammes                                                    | Keirin                | 16   |                                                                                                 |
| Dylan Bibic Michael Foley Mathias Guillemette Carson Mattern   | Mannschaftsverfolgung | 7    | Qualifikation: 3:48,964 min Erste Runde: 3:49,245 min Finale: 3:54,517 min                      |
| Michael Foley Mathias Guillemette                              | Madison               | 13   | DNF                                                                                             |
| Dylan Bibic                                                    | Omnium                | 19   | Scratch: 10 Punkte Temporennen: 1 Punkt Ausscheidungsfahren: 18 Punkte Punktefahren: 0 Punkte   |

#### Straße
| Athleten       | Wettbewerb       | Zeit         | Rang |
| -------------- | ---------------- | ------------ | ---- |
| Frauen         |                  |              |      |
| Olivia Baril   | Straßenrennen    | 4:07:16 h    | 44   |
| Alison Jackson | Straßenrennen    | 4:04:23 h    | 19   |
| Olivia Baril   | Einzelzeitfahren | 43:03,58 min | 20   |
| Männer         |                  |              |      |
| Derek Gee      | Straßenrennen    | 6:26:57 h    | 44   |
| Michael Woods  | Straßenrennen    | 6:26:57 h    | 41   |
| Derek Gee      | Einzelzeitfahren | 38:28,17 min | 20   |

#### Mountainbike
| Athleten          | Wettbewerb    | Zeit      | Rang |
| ----------------- | ------------- | --------- | ---- |
| Frauen            |               |           |      |
| Isabella Holmgren | Cross-Country | 1:33:43 h | 17   |
| Männer            |               |           |      |
| Gunnar Holmgren   | Cross-Country | 1:34:57 h | 30   |

#### BMX-Rennsport
| Athleten      | Wettbewerb | Viertelfinale | Viertelfinale | Halbfinale | Halbfinale | Finale   | Finale | Rang |
| Athleten      | Wettbewerb | Punkte        | Rang          | Punkte     | Rang       | Zeit     | Rang   | Rang |
| ------------- | ---------- | ------------- | ------------- | ---------- | ---------- | -------- | ------ | ---- |
| Frauen        |            |               |               |            |            |          |        |      |
| Molly Simpson | BMX-Rennen | 7             | 4             | 11         | 3          | 35,833 s | 5      | 5    |

#### BMX-Freestyle
| Athleten       | Wettbewerb | Qualifikation | Qualifikation | Finale        | Finale        |
| Athleten       | Wettbewerb | Punkte        | Rang          | Punkte        | Rang          |
| -------------- | ---------- | ------------- | ------------- | ------------- | ------------- |
| Männer         |            |               |               |               |               |
| Jeffrey Whaley | Freestyle  | 78,51         | 10            | ausgeschieden | ausgeschieden |

### Reiten
Über die Panamerikanischen Spiele 2023 konnten sich alle drei kanadischen Mannschaften qualifizieren. Somit konnten auch in den Einzelwettbewerben jeweils drei Reiter an den Start gehen.

#### Dressurreiten
| Athleten | Wettbewerb | Prozent / Punkte           | Prozent / Punkte | Prozent / Punkte | Rang |
| Athleten | Wettbewerb | Grand Prix (Qualifikation) | GP Spécial       | GP Kür           | Rang |
| --- | ---------- | -------------------------- | ---------------- | ---------------- | ---- |
| Camille Carier Bergeron mit Finnländerin                                                                    | Einzel     | 68,338                     | —                | ausgeschieden    | 43   |
| Chris von Martels mit Eclips                                                                                | Einzel     | 66,863                     | —                | ausgeschieden    | 49   |
| Naïma Moreira-Laliberte mit Statesman                                                                       | Einzel     | 68,711                     | —                | ausgeschieden    | 41   |
| Camille Carier Bergeron mit Finnländerin Chris von Martels mit Eclips Naïma Moreira-Laliberte mit Statesman | Mannschaft | 203,912                    | ausgeschieden    | —                | 11   |

#### Springreiten
| Athleten                                                                                | Wettbewerb | Strafpunkte   | Strafpunkte   | Strafpunkte   | Strafpunkte   | Strafpunkte   | Strafpunkte   | Rang |
| Athleten                                                                                | Wettbewerb | Einzelwertung | Einzelwertung | Einzelwertung | Nationenpreis | Nationenpreis | Nationenpreis | Rang |
| Athleten                                                                                | Wettbewerb | 1. Umlauf     | 2. Umlauf     | Stechen       | 1. Umlauf     | 2. Umlauf     | Stechen       | Rang |
| --------------------------------------------------------------------------------------- | ---------- | ------------- | ------------- | ------------- | ------------- | ------------- | ------------- | ---- |
| Erynn Ballard mit Nikka Vd Bisschop                                                     | Einzel     | 4             | ausgeschieden | ausgeschieden | —             | —             | —             | 37   |
| Mario Deslauriers mit Emerson                                                           | Einzel     | 4             | 8             | ausgeschieden | —             | —             | —             | 18   |
| Tiffany Foster mit Figor                                                                | Einzel     | 8             | ausgeschieden | ausgeschieden | —             | —             | —             | 50   |
| Erynn Ballard mit Nikka Vd Bisschop Mario Deslauriers mit Emerson Amy Millar mit Truman | Mannschaft | —             | —             | —             | 32            | ausgeschieden | ausgeschieden | 14   |

#### Vielseitigkeitsreiten
| Athleten                                                                            | Wettbewerb | Minuspunkte Dressur | Minuspunkte Gelände | Minuspunkte Springen | Minuspunkte Springen | Minuspunkte Gesamt | Rang |
| ----------------------------------------------------------------------------------- | ---------- | ------------------- | ------------------- | -------------------- | -------------------- | ------------------ | ---- |
| Jessica Phoenix mit Freedom Gs                                                      | Einzel     | 35,40               | 32,40               | 0,00                 | ausgeschieden        | 67,80              | 38   |
| Karl Slezak mit Hot Bobo                                                            | Einzel     | 35,80               | 4,80                | 12,00                | ausgeschieden        | 52,60              | 32   |
| Michael Winter mit El Mundo                                                         | Einzel     | 35,20               | 14,40               | 4,00                 | ausgeschieden        | 53,60              | 35   |
| Jessica Phoenix mit Freedom Gs Michael Winter mit El Mundo Karl Slezak mit Hot Bobo | Mannschaft | 106,40              | 51,60               | 16,00                | —                    | 174,00             | 11   |

### Ringen
Beim amerikanischen Qualifikationsturnier in Acapulco konnten kanadische Ringer Quotenplätze in fünf Gewichtsklassen erreichen. Zudem konnte man sich beim internationalen Qualifikationsturnier in Istanbul einen Startplatz in der Klasse bis 68 kg der Frauen sichern.

#### Freier Stil
Legende: G = Gewonnen, V = Verloren, S = Schultersieg
| Athleten          | Wettbewerb        | Achtelfinale | Achtelfinale | Viertelfinale   | Viertelfinale | Halbfinale    | Halbfinale    | Hoffnungsrunde Halbfinale | Hoffnungsrunde Halbfinale | Hoffnungsrunde Finale | Hoffnungsrunde Finale | Finale        | Finale        | Rang |
| Athleten          | Wettbewerb        | Gegner       | Ergebnis     | Gegner          | Ergebnis      | Gegner        | Ergebnis      | Gegner                    | Ergebnis                  | Gegner                | Ergebnis              | Gegner        | Ergebnis      | Rang |
| ----------------- | ----------------- | ------------ | ------------ | --------------- | ------------- | ------------- | ------------- | ------------------------- | ------------------------- | --------------------- | --------------------- | ------------- | ------------- | ---- |
| Frauen            |                   |              |              |                 |               |               |               |                           |                           |                       |                       |               |               |      |
| Hannah Taylor     | Klasse bis 57 kg  | T. Sakurai   | V 1:6        | ausgeschieden   | ausgeschieden | ausgeschieden | ausgeschieden | L. Valverde               | G 13:0                    | H. Maroulis           | V 0:4S                | ausgeschieden | ausgeschieden | 5    |
| Ana Godinez       | Klasse bis 62 kg  | A. Douarre   | G 5:2        | S. Motoki       | V 0:11        | ausgeschieden | ausgeschieden | K. Incze                  | G 2:0                     | G. Bullen             | V 0:11                | ausgeschieden | ausgeschieden | 5    |
| Linda Morais      | Klasse bis 68 kg  | B. Oborududu | V 2:8        | ausgeschieden   | ausgeschieden | ausgeschieden | ausgeschieden | ausgeschieden             | ausgeschieden             | ausgeschieden         | ausgeschieden         | ausgeschieden | ausgeschieden | 14   |
| Justina Di Stasio | Klasse bis 76 kg  | Y. Adar      | V 2:8        | ausgeschieden   | ausgeschieden | ausgeschieden | ausgeschieden | ausgeschieden             | ausgeschieden             | ausgeschieden         | ausgeschieden         | ausgeschieden | ausgeschieden | 12   |
| Männer            |                   |              |              |                 |               |               |               |                           |                           |                       |                       |               |               |      |
| Alex Moore        | Klasse bis 86 kg  | M. Ramasanow | V 2:12       | ausgeschieden   | ausgeschieden | ausgeschieden | ausgeschieden | J. Shapiev                | V 1:6                     | ausgeschieden         | ausgeschieden         | ausgeschieden | ausgeschieden | 9    |
| Amar Dhesi        | Klasse bis 125 kg | Deng Z.      | G 2:1        | A. Hossein Zare | V 0:10        | ausgeschieden | ausgeschieden | A. Lasarew                | V 0:5S                    | ausgeschieden         | ausgeschieden         | ausgeschieden | ausgeschieden | 9    |

### Rudern
Bei den Weltmeisterschaften 2023 konnten die kanadischen Ruderer Startplätze in zwei Bootsklassen für die Olympischen Spiele erreichen.
| Athleten | Wettbewerb                  | Vorlauf     | Vorlauf | Vorlauf       | Hoffnungslauf / Viertelfinale | Hoffnungslauf / Viertelfinale | Hoffnungslauf / Viertelfinale | Halbfinale  | Halbfinale | Halbfinale    | Finale      | Finale | Rang   |
| Athleten | Wettbewerb                  | Zeit        | Rang    | Qualifikation | Zeit                          | Rang                          | Qualifikation                 | Zeit        | Rang       | Qualifikation | Zeit        | Rang   | Rang   |
| --- | --------------------------- | ----------- | ------- | ------------- | ----------------------------- | ----------------------------- | ----------------------------- | ----------- | ---------- | ------------- | ----------- | ------ | ------ |
| Frauen |                             |             |         |               |                               |                               |                               |             |            |               |             |        |        |
| Jennifer Casson Jill Moffatt | Leichtgewichts-Doppelzweier | 7:09,45 min | 3       | Hoffnungslauf | 7:16,81 min                   | 2                             | Halbfinale                    | 7:13,36 min | 5          | B-Finale      | 7:04,82 min | 2      | 8      |
| Abigail Dent Kasia Gruchalla-Wesierski Kristen Kit Maya Meschkuleit Sydney Payne Jessica Sevick Kristina Walker Avalon Wasteneys Caileigh Filmer | Achter                      | 6:21,31 min | 3       | Hoffnungslauf | 6:04,81 min                   | 2                             | A-Finale                      | —           | —          | —             | 5:58,84 min | 2      | Silber |

### 7er-Rugby
Durch den Sieg bei der 7er-Rugby-Nord- / Zentralamerikameisterschaft 2023 im heimischen Langford qualifizierten sich die kanadischen Frauen für das olympische Turnier.
| Wettbewerb    | Frauen |
| ------------- | --- |
| Athleten      | Olivia Apps Fancy Bermudez Alysha Corrigan Caroline Crossley Chloe Daniels Asia Hogan-Rochester Piper Logan Carissa Norsten Krissy Scurfield Florence Symonds Keyara Wardley Charity Williams Taylor Perry Shalaya Valenzuela |
| Trainer       | Jack Hanratty |
| Gruppenphase  | Fidschi (17:14) Neuseeland (7:33) China (26:17) |
| Viertelfinale | Frankreich (19:14) |
| Halbfinale    | Australien (21:12) |
| Finale        | Neuseeland (12:19) |
| Rang          | Silber |

### Schießen
Im bis zum 9. Juni 2024 laufenden Qualifikationszeitraum konnten drei Quotenplätze erreicht werden.
| Athleten           | Wettbewerb                                 | Qualifikation   | Qualifikation | Finale          | Finale        |
| Athleten           | Wettbewerb                                 | Ringe/ Scheiben | Rang          | Ringe/ Scheiben | Rang          |
| ------------------ | ------------------------------------------ | --------------- | ------------- | --------------- | ------------- |
| Frauen             |                                            |                 |               |                 |               |
| Shannon Westlake   | 50 m Kleinkalibergewehr Dreistellungskampf | 567             | 32            | ausgeschieden   | ausgeschieden |
| Männer             |                                            |                 |               |                 |               |
| Michele Esercitato | 10 m Luftpistole                           | 575             | 17            | ausgeschieden   | ausgeschieden |
| Tye Ikeda          | 10 m Luftgewehr                            | 617,4           | 48            | ausgeschieden   | ausgeschieden |
| Tye Ikeda          | 50 m Kleinkalibergewehr Dreistellungskampf | 575             | 42            | ausgeschieden   | ausgeschieden |

### Schwimmen
Kanadische Schwimmer hatten die olympischen Normzeiten in diversen Wettbewerben erreicht. Teilweise gelang dies mehr als zwei Athleten pro Disziplin, sodass der Verband wählen durfte, welche Athleten er an den Start schickte. Zudem konnten sich über die Weltmeisterschaften 2023 und 2024 alle sieben Staffeln qualifizieren. Im Freiwasser erhielt Emma Finlin ebenfalls einen Quotenplatz.
| Athleten | Wettbewerb          | Vorlauf     | Vorlauf | Halbfinale    | Halbfinale    | Finale             | Finale        | Rang   |
| Athleten | Wettbewerb          | Zeit        | Rang    | Zeit          | Rang          | Zeit               | Rang          | Rang   |
| --- | ------------------- | ----------- | ------- | ------------- | ------------- | ------------------ | ------------- | ------ |
| Frauen |                     |             |         |               |               |                    |               |        |
| Taylor Ruck | 50 m Freistil       | 24,57 s     | 8       | 24,72 s       | 13            | ausgeschieden      | ausgeschieden | 13     |
| Margaret Mac Neil | 100 m Freistil      | 54,16 s     | 17      | ausgeschieden | ausgeschieden | ausgeschieden      | ausgeschieden | 17     |
| Margaret Mac Neil | 100 m Schmetterling | 57,00 s     | 7       | 56,55 s       | 4             | 56,44 s            | 5             | 5      |
| Mary-Sophie Harvey | 200 m Freistil      | 1:56,21 min | 2       | 1:56,37 min   | 8             | 1:55,29 min        | 4             | 4      |
| Summer McIntosh | 400 m Freistil      | 4:02,65 min | 4       | —             | —             | 3:58,37 min        | 2             | Silber |
| Summer McIntosh | 200 m Schmetterling | 2:07,70 min | 6       | 2:04,87 min   | 1             | 2:03,03 min OR, WJ | 1             | Gold   |
| Summer McIntosh | 200 m Lagen         | 2:09,90 min | 1       | 2:08,30 min   | 2             | 2:06,56 min OR     | 1             | Gold   |
| Summer McIntosh | 400 m Lagen         | 4:37,35 min | 3       | —             | —             | 4:27,71 min        | 1             | Gold   |
| Kylie Masse | 100 m Rücken        | 59,06 s     | 4       | 58,82 s       | 5             | 58,29 s            | 4             | 4      |
| Kylie Masse | 200 m Rücken        | 2:08,54 min | 2       | 2:07,92 min   | 5             | 2:05,57 min        | 3             | Bronze |
| Ingrid Wilm | 100 m Rücken        | 1:00,06 min | 12      | 59,10 s       | 6             | 59,25 s            | 6             | 6      |
| Regan Rathwell | 200 m Rücken        | 2:12,21 min | 22      | ausgeschieden | ausgeschieden | ausgeschieden      | ausgeschieden | 22     |
| Sophie Angus | 100 m Brust         | 1:06,93 min | 18      | ausgeschieden | ausgeschieden | ausgeschieden      | ausgeschieden | 18     |
| Sydney Pickrem | 200 m Brust         | 2:25,45 min | 13      | 2:24,03 min   | 9             | ausgeschieden      | ausgeschieden | 9      |
| Sydney Pickrem | 200 m Lagen         | 2:10,63 min | 4       | 2:09,65 min   | 5             | 2:09,74 min        | 6             | 6      |
| Kelsey Wog | 200 m Brust         | 2:25,11 min | 12      | 2:24,82 min   | 13            | ausgeschieden      | ausgeschieden | 13     |
| Rebecca Smith | 100 m Schmetterling | 58,85 s     | 24      | ausgeschieden | ausgeschieden | ausgeschieden      | ausgeschieden | 24     |
| Ella Jansen | 400 m Lagen         | 4:42,06 min | 11      | —             | —             | ausgeschieden      | ausgeschieden | 11     |
| Brooklyn Douthwright Mary-Sophie Harvey Margaret Mac Neil Summer McIntosh Penny Oleksiak Taylor Ruck                        | 4 × 100 m Freistil  | 3:35,29 min | 6       | —             | —             | 3:32,99 min        | 4             | 4      |
| Julie Brousseau Mary-Sophie Harvey Ella Jansen Summer McIntosh Emma O’Croinin                                               | 4 × 200 m Freistil  | 7:53,03 min | 6       | —             | —             | 7:46,05 min        | 4             | 4      |
| Sophie Angus Mary-Sophie Harvey Margaret Mac Neil Kylie Masse Summer McIntosh Penny Oleksiak Ingrid Wilm                    | 4 × 100 m Lagen     | 3:56,10 min | 2       | —             | —             | 3:53,91 min        | 4             | 4      |
| Emma Finlin | 10 km Freiwasser    | —           | —       | —             | —             | 2:22:06,5 h        | 23            | 23     |
| Männer |                     |             |         |               |               |                    |               |        |
| Joshua Liendo | 50 m Freistil       | 21,92 s     | 15      | 21,69 s       | 9             | 21,58 s            | 4             | 4      |
| Joshua Liendo | 100 m Freistil      | 48,34 s     | 10      | 48,06 s       | 11            | ausgeschieden      | ausgeschieden | 11     |
| Joshua Liendo | 100 m Schmetterling | 50,55 s     | 2       | 50,42 s       | 3             | 49,99 s            | 2             | Silber |
| Yuri Kisil | 100 m Freistil      | 49,06 s     | 29      | ausgeschieden | ausgeschieden | ausgeschieden      | ausgeschieden | 29     |
| Javier Acevedo | 100 m Rücken        | 54,19 s     | 20      | ausgeschieden | ausgeschieden | ausgeschieden      | ausgeschieden | 20     |
| Blake Tierney | 100 m Rücken        | 53,89 s     | 15      | 53,71 s       | 16            | ausgeschieden      | ausgeschieden | 16     |
| Blake Tierney | 200 m Rücken        | 1:58,39 min | 19      | ausgeschieden | ausgeschieden | ausgeschieden      | ausgeschieden | 19     |
| Ilya Kharun | 100 m Schmetterling | 50,71 s     | 5       | 50,68 s       | 6             | 50,45 s            | 3             | Bronze |
| Ilya Kharun | 200 m Schmetterling | 1:54,06 min | 2       | 1:54,01 min   | 3             | 1:52,80 min        | 3             | Bronze |
| Finlay Knox | 200 m Lagen         | 1:58,97 min | 13      | 1:57,76 min   | 8             | 1:57,26 min        | 8             | 8      |
| Tristan Jankovics | 400 m Lagen         | 4:18,23 min | 16      | —             | —             | ausgeschieden      | ausgeschieden | 16     |
| Javier Acevedo Yuri Kisil Finlay Knox Joshua Liendo                                                                         | 4 × 100 m Freistil  | 3:12,77 min | 5       | —             | —             | 3:12,18 min        | 6             | 6      |
| Alex Axon Jeremy Bagshaw Patrick Hussey Lorne Wigginton                                                                     | 4 × 200 m Freistil  | 7:12,07 min | 14      | —             | —             | ausgeschieden      | ausgeschieden | 14     |
| Javier Acevedo Ilya Kharun Finlay Knox Joshua Liendo Blake Tierney                                                          | 4 × 100 m Lagen     | 3:32,33 min | 7       | —             | —             | 3:31,27 min        | 5             | 5      |
| Mixed |                     |             |         |               |               |                    |               |        |
| Apollo Hess (Vorlauf) Finlay Knox Joshua Liendo Margaret Mac Neil Kylie Masse Taylor Ruck (Vorlauf) Blake Tierney (Vorlauf) | 4 × 100 m Lagen     | 3:43,87 min | 6       | —             | —             | 3:41,41 min        | 5             | 5      |

### Segeln
Bei den Segel-Weltmeisterschaften 2023 konnte sich Kanada für den Wettbewerb im Laser Radial qualifizieren. Zudem erhielt man über die Panamerikanischen Spiele 2023 Quotenplätze in drei weiteren Bootsklassen.
| Athleten                                | Wettbewerb   | Qualifikation | Qualifikation | Medal Race    | Medal Race    | Punkte | Rang |
| Athleten                                | Wettbewerb   | Punkte        | Rang          | Punkte        | Rang          | Punkte | Rang |
| --------------------------------------- | ------------ | ------------- | ------------- | ------------- | ------------- | ------ | ---- |
| Frauen                                  |              |               |               |               |               |        |      |
| Sarah Douglas                           | Laser Radial | 99            | 10            | 6             | 3             | 105    | 8    |
| Emily Bugeja                            | Formula Kite | 83            | 18            | ausgeschieden | ausgeschieden | 83     | 18   |
| Antonia Lafrance Georgia Lewin-LaFrance | 49erFX       | 107           | 11            | ausgeschieden | ausgeschieden | 107    | 11   |
| Männer                                  |              |               |               |               |               |        |      |
| Justin Barnes Will Jones                | 49er         | 142           | 17            | ausgeschieden | ausgeschieden | 142    | 17   |

### Skateboard
Über die olympische Qualifikationsrangliste konnten sich vier kanadische Skateboarder für die Wettbewerbe in Paris qualifizieren.
| Athleten        | Wettbewerb | Qualifikation | Qualifikation | Finale        | Finale        | Rang |
| Athleten        | Wettbewerb | Punkte        | Rang          | Punkte        | Rang          | Rang |
| --------------- | ---------- | ------------- | ------------- | ------------- | ------------- | ---- |
| Frauen          |            |               |               |               |               |      |
| Fay Ebert       | Park       | 51,82         | 20            | ausgeschieden | ausgeschieden | 20   |
| Männer          |            |               |               |               |               |      |
| Cordano Russell | Street     | 263,87        | 7             | 211,80        | 7             | 7    |
| Matt Berger     | Street     | 230,44        | 11            | ausgeschieden | ausgeschieden | 11   |
| Ryan Decenzo    | Street     | 116,69        | 18            | ausgeschieden | ausgeschieden | 18   |

### Surfen
Über die Panamerikanischen Spiele 2023 qualifizierte sich Sanoa Olin für den Wettbewerb der Frauen. Kanada nahm damit erstmals an einem olympischen Surfwettbewerb teil.
| Athleten   | Wettbewerb | 1. Runde | 1. Runde | 2. Runde   | 2. Runde  | 3. Runde      | 3. Runde      | Viertelfinale | Viertelfinale | Halbfinale    | Halbfinale    | Finale / Platz 3 | Finale / Platz 3 | Rang |
| Athleten   | Wettbewerb | Punkte   | Rang     | Gegner     | Ergebnis  | Gegner        | Ergebnis      | Gegner        | Ergebnis      | Gegner        | Ergebnis      | Gegner           | Ergebnis         | Rang |
| ---------- | ---------- | -------- | -------- | ---------- | --------- | ------------- | ------------- | ------------- | ------------- | ------------- | ------------- | ---------------- | ---------------- | ---- |
| Frauen     |            |          |          |            |           |               |               |               |               |               |               |                  |                  |      |
| Sanoa Olin | Shortboard | 4,83     | 3        | T. Hinckel | 6,30:7,10 | ausgeschieden | ausgeschieden | ausgeschieden | ausgeschieden | ausgeschieden | ausgeschieden | ausgeschieden    | ausgeschieden    | 17   |

### Synchronschwimmen
Über die Schwimmweltmeisterschaften 2024 qualifizierte sich Kanada für den Gruppenwettbewerb, wodurch auch ein Duett an den Start gehen durfte.
| Athletinnen | Wettbewerb | Technische Kür | Technische Kür | Freie Kür | Freie Kür | Akrobatische Kür | Akrobatische Kür | Gesamt   | Gesamt |
| Athletinnen | Wettbewerb | Punkte         | Rang           | Punkte    | Rang      | Punkte           | Rang             | Punkte   | Rang   |
| --- | ---------- | -------------- | -------------- | --------- | --------- | ---------------- | ---------------- | -------- | ------ |
| Frauen |            |                |                |           |           |                  |                  |          |        |
| Audrey Lamothe Jacqueline Simoneau                                                                                                | Duett      | 201,5167       | 15             | 290,9103  | 3         | —                | —                | 492,4270 | 9      |
| Scarlett Finn Audrey Lamothe Jonnie Newman Raphaelle Plante Kenzie Priddell Claire Scheffel Jacqueline Simoneau Florence Tremblay | Gruppe     | 262,4808       | 7              | 343,6854  | 5         | 253,0567         | 6                | 859,2229 | 6      |

### Taekwondo
Über die olympische Qualifikationsrangliste erhielt Skylar Park einen Startplatz für die Olympischen Spiele. Zudem konnte sich Josipa Kafadar im Fliegengewicht der Frauen einen Startplatz beim amerikanischen Qualifikationsturnier in Santo Domingo erkämpfen.
| Athleten       | Wettbewerb       | Achtelfinale | Achtelfinale | Viertelfinale | Viertelfinale | Hoffnungsrunde Halbfinale | Hoffnungsrunde Halbfinale | Halbfinale    | Halbfinale    | Hoffnungsrunde Finale | Hoffnungsrunde Finale | Finale        | Finale        | Rang   |
| Athleten       | Wettbewerb       | Gegner       | Ergebnis     | Gegner        | Ergebnis      | Gegner                    | Ergebnis                  | Gegner        | Ergebnis      | Gegner                | Ergebnis              | Gegner        | Ergebnis      | Rang   |
| -------------- | ---------------- | ------------ | ------------ | ------------- | ------------- | ------------------------- | ------------------------- | ------------- | ------------- | --------------------- | --------------------- | ------------- | ------------- | ------ |
| Frauen         |                  |              |              |               |               |                           |                           |               |               |                       |                       |               |               |        |
| Josipa Kafadar | Klasse bis 49 kg | L. Stojković | 0:2          | ausgeschieden | ausgeschieden | ausgeschieden             | ausgeschieden             | ausgeschieden | ausgeschieden | ausgeschieden         | ausgeschieden         | ausgeschieden | ausgeschieden | 11     |
| Skylar Park    | Klasse bis 57 kg | D. Hronová   | 2:0          | Kim Y.-j.     | 0:2           | H. Kübra İlgün            | 2:0                       | ausgeschieden | ausgeschieden | L. Aoun               | 2:0                   | ausgeschieden | ausgeschieden | Bronze |

### Tennis
Über die ATP- und WTA-Ranglisten qualifizierten sich fünf kanadische Tennisspieler für die in Stade Roland Garros ausgetragenen Wettbewerbe.
| Athleten                                 | Wettbewerb | 1. Runde                 | 1. Runde         | 2. Runde      | 2. Runde      | Achtelfinale                | Achtelfinale     | Viertelfinale       | Viertelfinale     | Halbfinale               | Halbfinale    | Finale / Platz 3        | Finale / Platz 3 | Rang   |
| Athleten                                 | Wettbewerb | Gegner                   | Ergebnis         | Gegner        | Ergebnis      | Gegner                      | Ergebnis         | Gegner              | Ergebnis          | Gegner                   | Ergebnis      | Gegner                  | Ergebnis         | Rang   |
| ---------------------------------------- | ---------- | ------------------------ | ---------------- | ------------- | ------------- | --------------------------- | ---------------- | ------------------- | ----------------- | ------------------------ | ------------- | ----------------------- | ---------------- | ------ |
| Frauen                                   |            |                          |                  |               |               |                             |                  |                     |                   |                          |               |                         |                  |        |
| Leylah Fernandez                         | Einzel     | K. Muchová               | 6:1, 4:6, 6:2    | C. Bucșa      | 7:64, 6:3     | A. Kerber                   | 4:6, 3:6         | ausgeschieden       | ausgeschieden     | ausgeschieden            | ausgeschieden | ausgeschieden           | ausgeschieden    | 9      |
| Bianca Andreescu                         | Einzel     | C. Tauson                | 6:2, 6:3         | D. Vekić      | 3:6, 4:6      | ausgeschieden               | ausgeschieden    | ausgeschieden       | ausgeschieden     | ausgeschieden            | ausgeschieden | ausgeschieden           | ausgeschieden    | 17     |
| Gabriela Dabrowski Leylah Fernandez      | Doppel     | C. Burel / W. Gratschowa | 6:1, 7:5         | —             | —             | M. Andrejewa / D. Schneider | 4:6, 0:6         | ausgeschieden       | ausgeschieden     | ausgeschieden            | ausgeschieden | ausgeschieden           | ausgeschieden    | 9      |
| Männer                                   |            |                          |                  |               |               |                             |                  |                     |                   |                          |               |                         |                  |        |
| Félix Auger-Aliassime                    | Einzel     | M. Giron                 | 6:1, 6:4         | M. Marterer   | 6:0, 6:1      | D. Medwedew                 | 6:3, 7:65        | C. Ruud             | 6:4, 6:78, 6:3    | C. Alcaraz               | 1:6, 1:6      | L. Musetti              | 4:6, 6:1, 3:6    | 4      |
| Milos Raonic                             | Einzel     | D. Koepfer               | 7:62, 6:75, 6:71 | ausgeschieden | ausgeschieden | ausgeschieden               | ausgeschieden    | ausgeschieden       | ausgeschieden     | ausgeschieden            | ausgeschieden | ausgeschieden           | ausgeschieden    | 33     |
| Félix Auger-Aliassime Milos Raonic       | Doppel     | T. Fritz / T. Paul       | 6:714, 4:6       | —             | —             | ausgeschieden               | ausgeschieden    | ausgeschieden       | ausgeschieden     | ausgeschieden            | ausgeschieden | ausgeschieden           | ausgeschieden    | 17     |
| Mixed                                    |            |                          |                  |               |               |                             |                  |                     |                   |                          |               |                         |                  |        |
| Gabriela Dabrowski Félix Auger-Aliassime | Mixed      | —                        | —                | —             | —             | H. Watson / J. Salisbury    | 7:5, 4:6, [10:3] | C. Gauff / T. Fritz | 7:62, 3:6, [10:8] | K. Siniaková / T. Macháč | 3:6, 3:6      | D. Schuurs / W. Koolhof | 6:3, 7:62        | Bronze |

### Tischtennis
Bei den Panamerikameisterschaften 2023 in Havanna qualifizierte sich die kanadische Männermannschaft für die Olympischen Spiele. Damit durften auch im Männereinzel zwei Spieler an den Start gehen. Zhang Mo erspielte sich zudem beim lateinamerikanischen Qualifikationsturnier einen persönlichen Startplatz im Einzel der Frauen.
| Athleten                           | Wettbewerb | 1. Runde | 1. Runde | 2. Runde  | 2. Runde | 3. Runde      | 3. Runde      | Achtelfinale  | Achtelfinale  | Viertelfinale | Viertelfinale | Halbfinale    | Halbfinale    | Finale / Platz 3 | Finale / Platz 3 | Rang |
| Athleten                           | Wettbewerb | Gegner   | Erg.     | Gegner    | Erg.     | Gegner        | Erg.          | Gegner        | Erg.          | Gegner        | Erg.          | Gegner        | Erg.          | Gegner           | Erg.             | Rang |
| ---------------------------------- | ---------- | -------- | -------- | --------- | -------- | ------------- | ------------- | ------------- | ------------- | ------------- | ------------- | ------------- | ------------- | ---------------- | ---------------- | ---- |
| Frauen                             |            |          |          |           |          |               |               |               |               |               |               |               |               |                  |                  |      |
| Zhang Mo                           | Einzel     | Freilos  | Freilos  | P. Vega   | 4:0      | Jia N. Y.     | 1:4           | ausgeschieden | ausgeschieden | ausgeschieden | ausgeschieden | ausgeschieden | ausgeschieden | ausgeschieden    | ausgeschieden    | 17   |
| Männer                             |            |          |          |           |          |               |               |               |               |               |               |               |               |                  |                  |      |
| Edward Ly                          | Einzel     | Freilos  | Freilos  | P. Gionis | 0:4      | ausgeschieden | ausgeschieden | ausgeschieden | ausgeschieden | ausgeschieden | ausgeschieden | ausgeschieden | ausgeschieden | ausgeschieden    | ausgeschieden    | 33   |
| Eugene Wang                        | Einzel     | Freilos  | Freilos  | S. Togami | 0:4      | ausgeschieden | ausgeschieden | ausgeschieden | ausgeschieden | ausgeschieden | ausgeschieden | ausgeschieden | ausgeschieden | ausgeschieden    | ausgeschieden    | 33   |
| Edward Ly Eugene Wang Jeremy Hazin | Mannschaft | —        | —        | —         | —        | —             | —             | Deutschland   | 0:3           | ausgeschieden | ausgeschieden | ausgeschieden | ausgeschieden | ausgeschieden    | ausgeschieden    | 9    |

### Triathlon
Über die Einzel-Qualifikationsrangliste konnten sich bei den Frauen eine und bei den Männern zwei Triathleten qualifizieren.
| Athleten         | Wettbewerb | Zeit      | Rang |
| ---------------- | ---------- | --------- | ---- |
| Frauen           |            |           |      |
| Emy Legault      | Einzel     | 2:01:54 h | 35   |
| Männer           |            |           |      |
| Tyler Mislawchuk | Einzel     | 1:44:25 h | 9    |
| Charles Paquet   | Einzel     | 1:44:37 h | 13   |

### Turnen
Bei den Weltmeisterschaften 2022 in Liverpool konnten sich Kanadas Frauen für den Mannschaftswettbewerb qualifizieren. Bei den Weltmeisterschaften ein Jahr später in Antwerpen gelang dies auch den Männern, wodurch Kanada mit dem Maximum von zehn Gerätturnern in Paris vertreten war. Zudem erhielt man im Trampolinturnen einen Startplatz bei den Frauen über die Weltmeisterschaften 2023 in Birmingham.

#### Gerätturnen
| Athleten                                                              | Wettbewerb           | Qualifikation | Qualifikation | Finale        | Finale        | Rang          |
| Athleten                                                              | Wettbewerb           | Punkte        | Rang          | Punkte        | Rang          | Rang          |
| --------------------------------------------------------------------- | -------------------- | ------------- | ------------- | ------------- | ------------- | ------------- |
| Frauen                                                                |                      |               |               |               |               |               |
| Elsabeth Black                                                        | Boden                | 13,400        | 15            | ausgeschieden | ausgeschieden | ausgeschieden |
| Elsabeth Black                                                        | Schwebebalken        | 13,100        | 35            | ausgeschieden | ausgeschieden | ausgeschieden |
| Elsabeth Black                                                        | Sprung               | 14,000        | 8             | 13,933        | 6             | 6             |
| Elsabeth Black                                                        | Stufenbarren         | 14,166        | 16            | ausgeschieden | ausgeschieden | ausgeschieden |
| Elsabeth Black                                                        | Mehrkampf Einzel     | 54,766        | 9             | 54,799        | 6             | 6             |
| Cassandra Lee                                                         | Boden                | 12,366        | 56            | ausgeschieden | ausgeschieden | ausgeschieden |
| Cassandra Lee                                                         | Schwebebalken        | 13,466        | 21            | ausgeschieden | ausgeschieden | ausgeschieden |
| Cassandra Lee                                                         | Stufenbarren         | 12,166        | 68            | ausgeschieden | ausgeschieden | ausgeschieden |
| Shallon Olsen                                                         | Sprung               | 14,166        | 7             | 13,366        | 8             | 8             |
| Ava Stewart                                                           | Boden                | 12,633        | 44            | ausgeschieden | ausgeschieden | ausgeschieden |
| Ava Stewart                                                           | Schwebebalken        | 12,633        | 47            | ausgeschieden | ausgeschieden | ausgeschieden |
| Ava Stewart                                                           | Stufenbarren         | 13,466        | 33            | ausgeschieden | ausgeschieden | ausgeschieden |
| Ava Stewart                                                           | Mehrkampf Einzel     | 52,332        | 26            | 51,632        | 19            | 19            |
| Aurelie Tran                                                          | Boden                | 13,066        | 26            | ausgeschieden | ausgeschieden | ausgeschieden |
| Aurelie Tran                                                          | Schwebebalken        | 12,066        | 62            | ausgeschieden | ausgeschieden | ausgeschieden |
| Aurelie Tran                                                          | Stufenbarren         | 13,500        | 31            | ausgeschieden | ausgeschieden | ausgeschieden |
| Aurelie Tran                                                          | Mehrkampf Einzel     | 51,798        | 29            | ausgeschieden | ausgeschieden | ausgeschieden |
| Elsabeth Black Cassandra Lee Shallon Olsen Ava Stewart Michelle Tran  | Mehrkampf Mannschaft | 161,563       | 6             | 162,432       | 5             | 5             |
| Männer                                                                |                      |               |               |               |               |               |
| Zachary Clay                                                          | Barren               | 12,900        | 60            | ausgeschieden | ausgeschieden | ausgeschieden |
| Zachary Clay                                                          | Pauschenpferd        | 13,733        | 26            | ausgeschieden | ausgeschieden | ausgeschieden |
| René Cournoyer                                                        | Barren               | 14,333        | 27            | ausgeschieden | ausgeschieden | ausgeschieden |
| René Cournoyer                                                        | Boden                | 13,333        | 47            | ausgeschieden | ausgeschieden | ausgeschieden |
| René Cournoyer                                                        | Pauschenpferd        | 13,033        | 43            | ausgeschieden | ausgeschieden | ausgeschieden |
| René Cournoyer                                                        | Reck                 | 12,400        | 55            | ausgeschieden | ausgeschieden | ausgeschieden |
| René Cournoyer                                                        | Ringe                | 13,933        | 18            | ausgeschieden | ausgeschieden | ausgeschieden |
| René Cournoyer                                                        | Mehrkampf Einzel     | 80,798        | 26            | 81,733        | 17            | 17            |
| Felix Dolci                                                           | Barren               | 14,400        | 24            | ausgeschieden | ausgeschieden | ausgeschieden |
| Felix Dolci                                                           | Boden                | 14,133        | 14            | ausgeschieden | ausgeschieden | ausgeschieden |
| Felix Dolci                                                           | Pauschenpferd        | 11,133        | 63            | ausgeschieden | ausgeschieden | ausgeschieden |
| Felix Dolci                                                           | Reck                 | 14,133        | 13            | ausgeschieden | ausgeschieden | ausgeschieden |
| Felix Dolci                                                           | Ringe                | 13,366        | 37            | ausgeschieden | ausgeschieden | ausgeschieden |
| Felix Dolci                                                           | Mehrkampf Einzel     | 81,498        | 22            | 81,097        | 20            | 20            |
| William Émard                                                         | Boden                | 14,000        | 20            | ausgeschieden | ausgeschieden | ausgeschieden |
| William Émard                                                         | Reck                 | 11,033        | 67            | ausgeschieden | ausgeschieden | ausgeschieden |
| William Émard                                                         | Ringe                | 14,400        | 13            | ausgeschieden | ausgeschieden | ausgeschieden |
| Samuel Zakutney                                                       | Barren               | 13,966        | 41            | ausgeschieden | ausgeschieden | ausgeschieden |
| Samuel Zakutney                                                       | Boden                | 13,233        | 53            | ausgeschieden | ausgeschieden | ausgeschieden |
| Samuel Zakutney                                                       | Pauschenpferd        | 12,233        | 53            | ausgeschieden | ausgeschieden | ausgeschieden |
| Samuel Zakutney                                                       | Reck                 | 14,033        | 15            | ausgeschieden | ausgeschieden | ausgeschieden |
| Samuel Zakutney                                                       | Ringe                | 12,600        | 59            | ausgeschieden | ausgeschieden | ausgeschieden |
| Samuel Zakutney                                                       | Mehrkampf Einzel     | 79,698        | 29            | ausgeschieden | ausgeschieden | ausgeschieden |
| Zachary Clay René Cournoyer Felix Dolci William Émard Samuel Zakutney | Mehrkampf Mannschaft | 247,794       | 8             | 245,426       | 8             | 8             |

#### Trampolinturnen
| Athleten        | Wettbewerb | Qualifikation | Qualifikation | Finale | Finale | Rang   |
| Athleten        | Wettbewerb | Punkte        | Rang          | Punkte | Rang   | Rang   |
| --------------- | ---------- | ------------- | ------------- | ------ | ------ | ------ |
| Frauen          |            |               |               |        |        |        |
| Sophiane Méthot | Einzel     | 54,640        | 8             | 55,650 | 3      | Bronze |

### Volleyball
Durch den zweiten Platz beim Qualifikationsturnier in Xi’an qualifizierten sich Kanadas Männer für das olympische Turnier.
| Wettbewerb      | Männer |
| --------------- | --- |
| Athleten        | Luke Herr Nicholas Hoag Brodie Hofer Danny Demyanenko Xander Ketrzynski Justin Lui Eric Loeppky Stephen Timothy Maar Brett James Walsh Lucas van Berkel Arthur Szwarc Fynnian Lionel McCarthy |
| P-Akkreditierte | Ryley Brendan Barnes |
| Trainer         | Tuomas Sammelvuo |
| Gruppenphase    | Slowenien 1:3 (21:25, 20:25, 25:20, 21:25) Frankreich 0:3 (20:25, 21:25, 17:25) Serbien 2:3 (25:16, 25:22, 24:26, 19:25, 16:18)                                                               |
| Viertelfinale   | ausgeschieden |
| Halbfinale      | ausgeschieden |
| Finale          | ausgeschieden |
| Rang            | 10 |

### Wasserball
Da Südafrika seine Teilnahme zurückzog qualifizierten sich die kanadischen Wasserballerinnen als bestes noch nicht qualifiziertes Team der Wasserball-Weltmeisterschaften 2024.
| Wettbewerb         | Frauen |
| ------------------ | --- |
| Athleten           | Verica Bakoc Serena Browne Axelle Crevier Jessica Gaudreault Shae la Roche Rae Lekness Elyse Lemay-Lavoie Blaire McDowell Hayley McKelvey Marilia Mimides Kindred Paul Clara Vulpisi Emma Wright |
| Trainer            | David Paradelo |
| Gruppenphase       | Ungarn (7:12) China (12:7) Australien (7:10) Niederlande (11:20) |
| Viertelfinale      | Spanien (8:18) |
| Platzierungsspiele | Italien (5:10) Griechenland (10:19) |
| Halbfinale         | ausgeschieden |
| Finale             | ausgeschieden |
| Rang               | 8 |

### Wasserspringen
Über die Weltmeisterschaften 2023 und 2024 erhielt Kanada insgesamt sieben Quotenplätze.
| Athleten                          | Wettbewerb            | Vorkampf | Vorkampf | Halbfinale    | Halbfinale    | Finale        | Finale        | Rang   |
| Athleten                          | Wettbewerb            | Punkte   | Rang     | Punkte        | Rang          | Punkte        | Rang          | Rang   |
| --------------------------------- | --------------------- | -------- | -------- | ------------- | ------------- | ------------- | ------------- | ------ |
| Frauen                            |                       |          |          |               |               |               |               |        |
| Margo Erlam                       | Kunstspringen 3 m     | 258,30   | 22       | ausgeschieden | ausgeschieden | ausgeschieden | ausgeschieden | 22     |
| Caeli McKay                       | Turmspringen 10 m     | 324,90   | 3        | 308,85        | 7             | 364,50        | 4             | 4      |
| Kate Miller                       | Turmspringen 10 m     | 266,30   | 20       | ausgeschieden | ausgeschieden | ausgeschieden | ausgeschieden | 20     |
| Caeli McKay Kate Miller           | Synchronspringen 10 m | —        | —        | —             | —             | 299,22        | 4             | 4      |
| Männer                            |                       |          |          |               |               |               |               |        |
| Rylan Wiens                       | Turmspringen 10 m     | 485,25   | 3        | 468,40        | 5             | 445,60        | 7             | 7      |
| Nathan Zsombor-Murray             | Turmspringen 10 m     | 407,20   | 10       | 410,80        | 10            | 404,90        | 10            | 10     |
| Rylan Wiens Nathan Zsombor-Murray | Synchronspringen 10 m | —        | —        | —             | —             | 422,13        | 3             | Bronze |